# 末多武利神社
末多武利神社（またふりじんじゃ）は、京都府宇治市宇治又振にある神社。

## 祭神
- 藤原忠文

## 歴史
藤原忠文は天慶2年（940年）、平将門の乱鎮圧のための征東大将軍に任ぜられ東国に向かったが、到着前に平将門は討たれていた。忠文は大納言藤原実頼の反対により恩賞の対象から外されたので、忠文は実頼を深く恨み、死後も実頼の子孫に祟ったという。この神社は忠文の御霊を慰めるために作られたものである。

## 祭事
毎年12月17日に神事として、「お火焚き」（おひたき）が行われる。この神事は江戸時代から伝わっており、生活に不可欠である「火」の価値を再認識し、火災のもとへの注意喚起も企図しており、人々の意識付けや交流の場として利用されている。

## 現地情報
所在地
- 京都府宇治市宇治又振47

交通アクセス
- 最寄駅：京阪宇治線宇治駅下車後、徒歩約6分（南に約450m）